# Pleine-Selve (Aisne)
Pleine-Selve és un municipi francès situat al departament de l'Aisne i a la regió dels Alts de França. L'any 2007 tenia 167 habitants.

## Demografia

### Població
El 2007 la població de fet de Pleine-Selve era de 167 persones. Hi havia 60 famílies de les quals 11 eren unipersonals (4 homes vivint sols i 7 dones vivint soles), 19 parelles sense fills, 26 parelles amb fills i 4 famílies monoparentals amb fills.
La població ha evolucionat segons el següent gràfic:
Habitants censats

### Habitatges
El 2007 hi havia 84 habitatges, 65 eren l'habitatge principal de la família, 9 eren segones residències i 10 estaven desocupats. Tots els 82 habitatges eren cases. Dels 65 habitatges principals, 58 estaven ocupats pels seus propietaris, 6 estaven llogats i ocupats pels llogaters i 2 estaven cedits a títol gratuït; 3 tenien dues cambres, 13 en tenien tres, 16 en tenien quatre i 33 en tenien cinc o més. 43 habitatges disposaven pel capbaix d'una plaça de pàrquing. A 29 habitatges hi havia un automòbil i a 33 n'hi havia dos o més.

### Piràmide de població
La piràmide de població per edats i sexe el 2009 era:
| Homes | Edats   | Dones |
| ----- | ------- | ----- |
| 0     | 95 o +  | 0     |
| 0     | 90 a 94 | 0     |
| 4     | 85 a 89 | 0     |
| 4     | 80 a 84 | 4     |
| 4     | 75 a 79 | 8     |
| 0     | 70 a 74 | 0     |
| 4     | 65 a 69 | 4     |
| 4     | 60 a 64 | 4     |
| 4     | 55 a 59 | 0     |
| 0     | 50 a 54 | 4     |
| 8     | 45 a 49 | 8     |
| 8     | 40 a 44 | 4     |
| 16    | 35 a 39 | 12    |
| 4     | 30 a 34 | 8     |
| 4     | 25 a 29 | 8     |
| 8     | 20 a 24 | 4     |
| 8     | 15 a 19 | 12    |
| 4     | 10 a 14 | 4     |
| 8     | 5 a 9   | 4     |
| 8     | 0 a 4   | 4     |

## Economia
El 2007 la població en edat de treballar era de 100 persones, 73 eren actives i 27 eren inactives. De les 73 persones actives 69 estaven ocupades (35 homes i 34 dones) i 4 estaven aturades (2 homes i 2 dones). De les 27 persones inactives 7 estaven jubilades, 7 estaven estudiant i 13 estaven classificades com a «altres inactius».

### Ingressos
El 2009 a Pleine-Selve hi havia 71 unitats fiscals que integraven 185 persones, la mediana anual d'ingressos fiscals per persona era de 15.097 €.

### Activitats econòmiques
Dels 6 establiments que hi havia el 2007, 3 eren d'empreses de construcció, 1 d'una empresa de comerç i reparació d'automòbils, 1 d'una empresa de serveis i 1 d'una empresa classificada com a «altres activitats de serveis».
Dels 4 establiments de servei als particulars que hi havia el 2009, 1 era un paleta, 2 lampisteries i 1 perruqueria.
L'any 2000 a Pleine-Selve hi havia 5 explotacions agrícoles.

## Poblacions més properes
El següent diagrama mostra les poblacions més properes.